# Nancy Böhning
Nancy Böhning (* 25. März 1979 in Elsterwerda als Nancy Haupt) ist eine deutsche politische Beamtin (SPD). Sie ist seit 2025 Bremer Staatsrätin als Bevollmächtigte des Landes Bremen beim Bund und für Europa.

## Biografie
Böhning wuchs in der Lausitz auf; ihr Vater war zunächst im Tagebau und dann in der Renaturierung der Abbaugruben tätig, die Mutter war Lehrerin. Sie studierte von 1998 bis 2005 Germanistik, Soziologie und Wirtschafts- und Sozialgeschichte an der Technischen Universität Dresden und schloss mit dem Magistra Artium ab.
Anschließend war Böhning 2006 und 2007 beim SPD-Parteivorstand als Assistentin und Sachbearbeiterin tätig. Von 2007 bis 2012 war sie Referentin im Büro der saarländischen Bundestagsabgeordneten Elke Ferner (SPD). Nach einer Elternzeit war sie von 2012 bis 2013 Referentin für Frauen- und Gleichstellungspolitik beim Parteivorstand der SPD. Von 2014 bis 2015 leitete sie das Büro der stellvertretenden SPD-Bundesvorsitzenden Manuela Schwesig beim Parteivorstand.
Anschließend war Böhning Büroleiterin von Katarina Barley bis Juni 2017 in deren Funktion als SPD-Generalsekretärin. Daraufhin leitete sie bis Ende 2017 das Referat Politische Planung im Bundesministerium für Bildung, Familie, Senioren, Frauen und Jugend und das Büro von Bundesministerin Barley. Von Ende 2017 bis Mai 2018 war Böhning Bundesgeschäftsführerin der SPD.
Im Februar 2019 wechselte Böhning zur IG Metall und war bis Ende 2023 Ressortleiterin des Berliner Büros für Grundsatzfragen und Gesellschaftspolitik. Im Januar 2024 übernahm sie die Leitung des Berliner Büros des Vorstands der IG Metall.
2025 wurde sie als Nachfolgerin von Olaf Joachim (SPD) Staatsrätin und Bevollmächtigte Bremens beim Bund und für die Europäische Union, und somit Mitglied des Senats der Freien Hansestadt Bremen. Am 17. Juni 2025 wurde sie zur Staatsrätin berufen und zwei Tage später durch die Bürgerschaft in den Senat gewählt.
Böhning ist seit 2013 mit dem SPD-Politiker Björn Böhning verheiratet; sie haben einen gemeinsamen Sohn.

### Mitgliedschaften
- Aufsichtsratsmitglied der GEA Group von 2022 bis 2025[6]
- Organisatorin des Barcamps Frauen ab 2006

## Werke
- Sprachwandel bei Frauen, Akademikerverlag, 2007